# Mola Carrascosa
La Mola Carrascosa és una muntanya de 1.026 metres que es troba al municipi d'Alfara de Carles, a la comarca catalana del Baix Ebre. El poeta Vicent Pellicer en deia en el seu recull poètic de topònims «No he pogut deixar de pensar, salvant totes les distàncies d'època i d'estils, en el col·loqui sisé del cavalller Cristòfor Despuig, quan va referència a «lo territori d'aquelles muntanyes» amb «mopera, tell, saüc, faig, teix, boix, cornicer, marfull, aladern, materselva, rataboscs, arbocer, ginebre ver, ginebre bord, espinal, avellaner, grèvol».